# Götz Alefeld
Götz Alefeld (* 9. Juni 1941 in Poppenlauer, Landkreis Bad Kissingen) ist ein deutscher Mathematiker, der sich vor allem mit numerischer Mathematik und dort schwerpunktmäßig mit Intervallarithmetik beschäftigt.

## Leben
Alefeld, der in seinem Geburtsort aufwuchs, machte 1961 sein Abitur am Alexander von Humboldt-Gymnasium in Schweinfurt und studierte von 1961 bis 1966 Mathematik an der Technischen Universität München.
1968 promovierte er bei Ulrich Kulisch an der Universität Karlsruhe zum Dr. rer. nat. (Intervallrechnung über den Komplexen Zahlen und einige Anwendungen), die Habilitation folgte 1972.
1976 bekam er einen Ruf als ordentlicher Professor an die Technische Universität Berlin. 1981 folgte ein Ruf  an das damalige Institut für Angewandte Mathematik der Universität Karlsruhe, wo er den Lehrstuhl von Johannes Weissinger übernahm. Alefeld blieb bis zu seiner Emeritierung am 30. September 2009 in Karlsruhe und war dort Sprecher des Instituts für Angewandte und Numerische Mathematik. Er bildete nicht nur Mathematikerinnen und Mathematiker, sondern auch mehrere Tausend Bauingenieurstudierende im Fach Mathematik aus und arbeitete wissenschaftlich mit Ingenieuren zusammen.
Alefeld war an ca. 35 Promotionen beteiligt, drei seiner Schüler sind mittlerweile auf Professuren berufen.

## Ehrenämter
Alefeld ist seit 1991 als Mitglied des Universitätssenats aktiver Mitgestalter der Karlsruher Hochschulpolitik.
Von 1989 bis 1991 war er Sprecher der Konferenz der Mathematischen Fachbereiche KMathF.
Alefeld ist einer der führenden Köpfe der Gesellschaft für Angewandte Mathematik und Mechanik (GAMM e.V). Er organisierte 1989 die GAMM-Jahrestagung in Karlsruhe und war 14 Jahre im Vorstand tätig, von 1991 bis 1998 als Schatzmeister, von 1999 bis 2001 als Präsident und von 2002 bis 2004 als Vizepräsident.

## Schriften
Alefeld ist Herausgeber mehrerer Tagungsbände und Mitautor einiger Bücher. Zusammen mit Jürgen Herzberger hat Alefeld ein Standardwerk zur Intervallarithmetik geschrieben, das in mehrere Sprachen übersetzt wurde:
- Götz Alefeld, Jürgen Herzberger: Einführung in die Intervallrechnung. (= Informatik, Band 12). Bibliographisches Institut, B.I.-Wissenschaftsverlag, Mannheim / Wien / Zürich 1974, ISBN 3-411-01466-0.
  - Englische Übersetzung: Introduction to Interval Computations, Academic Press 1983

Übersichtsartikel:
- mit Günter Mayer: Interval Analysis: theory and applications, J. of Computational and Applied Mathematics, 121, 2000, 421–464.